# Sadi Carnot

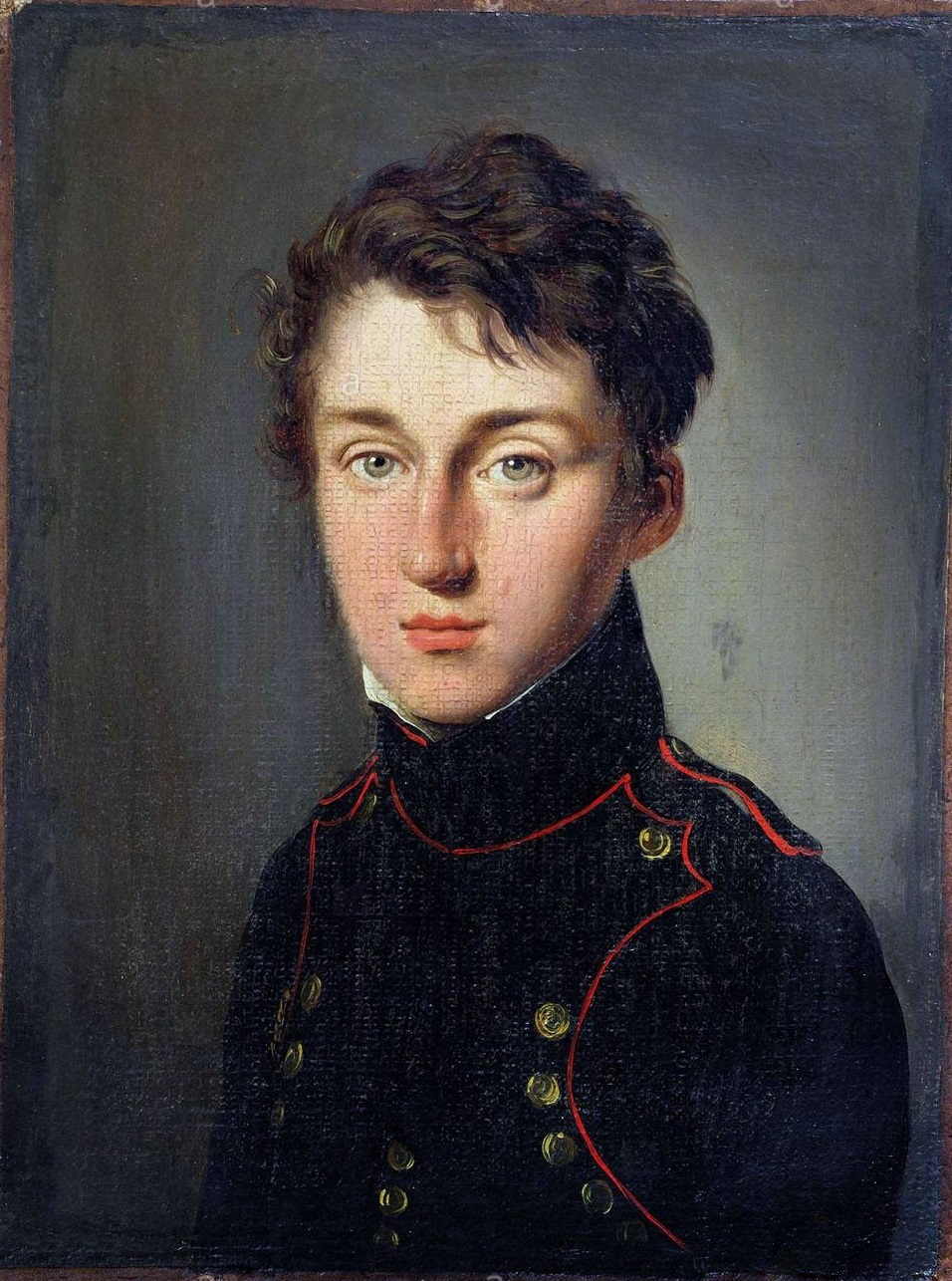
Sadi Carnot in 1813

Nicolas Léonard Sadi Carnot (Parijs, 1 juni 1796 – aldaar, 24 augustus 1832) was een natuurkundige uit Frankrijk. Zijn onderzoekingen liggen aan de basis van de thermodynamica, met name aan de basis van de tweede wet van de thermodynamica. Uit nagelaten werk blijkt dat Carnot ook al een inzicht had in de eerste wet van de thermodynamica, de wet van behoud van energie, en de ‘warmtestof’-theorie reeds had verlaten.

## Biografie
Hij was een zoon van Lazare Carnot (1753-1823), die in Egypte was geweest. Lazare Carnot gaf zijn zoon de Arabische naam Sadi. Sadi Carnot was een van de belangrijkste tijdgenoten van Joseph Fourier met interesse in de warmtetheorie. Hij stierf, eveneens in Parijs, aan de cholera. 
Carnot bestudeerde het werk van de Schotse ingenieur James Watt (1736-1819) die erin geslaagd was het rendement van de stoommachine te verhogen van 1% tot 19%. Carnot probeerde dat vanuit een wetenschappelijk oogpunt te begrijpen en tot een theorie te komen die het maximaal rendement voorspellen kon. Hij ging daarbij uit van de idealegaswet pV=nRT en beschouwde een kringloop, bestaande uit twee isotherme en twee adiabatische veranderingen. Hij toonde daarmee aan dat het hoogst haalbare rendement geheel werd bepaald door de twee temperaturen Thoog en Tlaag in de cyclus. Hij publiceerde in 1825 deze analyse in zijn boek Sur la puissance motrice du feu, Over de bewegende kracht van het vuur. Hierin gaf hij een eerste formulering van de tweede wet van de thermodynamica, waarmee hij de grondslag legde voor de ontwikkeling van de thermodynamica. Benoît Clapeyron zou zijn ideeën later een strengere wiskundige vorm geven.
Het carnotproces waarmee het rendement van dergelijke een energieomzetting kan worden berekend, is naar hem genoemd.

## Familie
De zoon van zijn broer Hippolyte Carnot, die ook Sadi heette, werd later president van Frankrijk.

## Werk
- (fr)  Réflexions sur la puissance motrice du feu sur les machines propres à développer cette puissance (1824; facs. 1912).